# Mercury-Little Joe 1A
Mercury-Little Joe 1A – jedna z misji testowych programu Mercury, wchodząca w skład podprogramu Mercury-Little Joe.
Little Joe 1A (LJ-1A) był trzecim z serii lotów suborbitalnych, przeznaczonych do testowania różnych elementów systemu lotu kapsuły Mercury. Zasadniczymi celami testów z dopalaczem Little Joe były:
- badanie dynamiki kapsuły przy narastających wysokościach
- testowanie układu awaryjnego odrzucenia kapsuły przy maksymalnym ciśnieniu dynamicznym
- udoskonalanie układu spadochronowego
- sprawdzanie metod poszukiwawczych i odzyskiwania kapsuły.

LJ-1A został wystrzelony jako test planowanego awaryjnego odrzucenia kapsuły w warunkach wysokiego obciążenia aerodynamicznego. Cele były identyczne, jak te podczas wcześniejszego lotu Mercury-Little Joe 1. Konkretnymi zadaniami lotu LJ-1A były:
- przeprowadzenie zaplanowanego awaryjnego odrzucenia kapsuły od dopalacza, przy maksymalnym ciśnieniu dynamicznym, przewidzianym dla lotu rakiety Merkury-Atlas na orbitę
- uzyskanie dodatkowych rzetelnych danych na temat działania spadochronu hamującego i głównego spadochronu kapsuły Mercury
- badanie zachowania się statku podczas wodowania
- uzyskanie większego doświadczenia operacyjnego w odzyskiwaniu unoszącego się na wodzie pojazdu, z wykorzystaniem jednostki nawodnej
- otrzymanie dalszego doświadczenia i wprawy przy operacji kontrolowania systemu przerywania ciągu dopalacza
- odzyskanie rakietowego systemu ratunkowego[1].

## Przebieg misji
Po wystrzeleniu, układ czujników ciśnienia wysłał sygnał, kiedy zostało osiągnięte założone ciśnienie dynamiczne ucieczki kapsuły (około 30 s po starcie). Następnie został wysłany do sworzni wybuchowych impuls elektryczny, aby oddzielić kapsułę od rakiety wynoszącej. Do tego momentu operacja szła zgodnie z planem. Jednakże, impuls miał także za zadanie odpalić zapalnik przy silniku ucieczkowym. Zapalnik uruchomił się, ale ciśnienie – przez 10 sekund nie dające się odpowiednio wysoko wytworzyć w silniku – zanikło, co w efekcie dało ciśnienie stanowiące jedynie 1/10 wartości maksymalnej. W wyniku tego, manewr ucieczki – zasadnicze zadanie lotu – został wykonany przy zbyt niskim ciśnieniu dynamicznym. Wszystkie inne planowane zdarzenia od początku do końca lotu oraz odzyskiwanie odbyły się bez incydentów, jednak z powodu nieosiągnięcia pierwotnego zamierzenia zaplanowano powtórzenie testu (i przeprowadzono go jako Mercury-Little Joe 1B).
| Pokonana odległość              |       | 18,5 km      |
| Maksymalna prędkość             | Max V | 903,9 m/s    |
| Maksymalne ciśnienie dynamiczne | Max Q | 8,044 kPa    |
| Czas trwania lotu               |       | 8 min. 11 s. |
| Maksymalne przeciążenie         | Max G | 16,9         |
| Osiągnięta wysokość             |       | 14,5 km      |